# Fernando Gasset Lacasaña
Fernando Gasset Lacasaña (Castelló de la Plana, 1861 - 1941) fou un advocat i polític valencià, diputat a les Corts Espanyoles durant la restauració borbònica i la Segona República, i líder del Partit Republicà de Castelló.

## Biografia
Llicenciat en dret per la Universitat de València i doctorat per la Universitat Central de Madrid. Era influït pel krausisme si bé va abandonar-ne les tesis més renovadores a partir de la dècada de 1920, ja que era contrari a la revolució social.
Fou el principal líder del republicanisme a Castelló durant l'inici del segle xx, prenent el relleu de Francesc González Chermà.
Fou cap del Partit Republicà Radical a Castelló de la Plana, sent candidat blasquista i regidor en diverses ocasions, i alcalde en 1903, 1914-1915 i 1917, i un dels polítics més importants de la província de Castelló i membre de la maçoneria amb el nom simbòlic de "Velarde". Va ser escollit diputat al Congrés en les eleccions de 1898 fins a 1907 i de 1919 a 1923. Va ser regidor de Castelló en dues ocasions durant la dictadura de Primo de Rivera, fet que li va ser molt criticat pel Grup d'Acció Republicana. Va ser nomenat fill predilecte de la ciutat de Castelló el 1920.
Dirigí les manifestacions a Castelló per la proclamació de la República el 1930, fundant el Partit Republicà Autònom de la Província de Castelló amb el que seria elegit diputat per la província de Castelló a les eleccions generals espanyoles de 1931. Va perdre bona part del prestigi que tenia a Castelló pel seu pragmatisme i per la seua negativa d'integrar-se en el Front Popular, raó per la qual no va revalidar el seu escó a les eleccions de 1933 i 1936. Una de les seues filles, Concepción Gasset Solis, fou destacada membre de l'Agrupació Femenina Radical del Partit Republicà Radical de Castelló i muller de José Morelló del Pozo alcalde de Castelló i diputat a les Corts Espanyoles durant la Segona República.
El 20 de desembre de 1934 fou nomenat president del Tribunal de Garanties Constitucionals de la Segona República Espanyola en ser escollit per les Corts amb 262 vots contra els 37 de Víctor Pradera Larumbe. En esclatar la guerra civil espanyola va condemnar l'alçament militar, però el 21 d'agost de 1936 va dimitir del Tribunal de Garanties, per la qual cosa va ser molt criticat pel Front Popular en considerar-ho una concessió als revoltats. Va ser detingut i condemnat per les autoritats republicanes en considerar que, amb la seva dimissió, havia recolzat la rebel·lió. Va passar quatre mesos a la presó i va ser desposseït dels seus béns. En sortir, va marxar a França. Va tornar a Espanya en 1938, per la zona del País Basc ja controlada pels revoltats, creient estar fora de perill. No obstant això va ser detingut, jutjat en un consell de guerra i condemnat a sis anys de presó. Gasset es va defensar argumentant que la majoria dels membres del Partit Radical que eren de centre-dreta es trobaven en llibertat, però ell no. Va sortir amb arrest domiciliari i presó atenuada a la fi de 1939 per problemes de salut, i fou posat en llibertat el 1940. Va morir el 14 de juny de 1941 i està enterrat al cementeri de Sant Josep de Castelló de la Plana. Va ser indultat per Franco en 1952, onze anys després de morir, a petició de la família.
- Inmaculada Badenas-Gasset Ramos La experiencia política de Fernando Gasset durante la Segunda República (1931-1936) dins Castelló al Segle XX de Rosa Monlleó (ed.) pp. 343-356 Universitat Jaume I. Publicacions - 2006 Edició online «Enllaç».
- FOLCH, Maria.: L'establiment del Nuevo Estado a Castelló de la Plana. L'Avenç, núm. 262, Barcelona, 2001.
- GASSET-RAMOS, Inmaculada.:El krauso-institucionalismo y Valencia: su influencia en el republicano Fernando Gasset Lacasaña. Estudis castellonencs, núm. 9 ISSN 1130-8788
- El alcalde que no quiso ser embajador[Enllaç no actiu], El Periódico Mediterráneo, 12 de gener de 2003.